# 恩斯特·鲁斯卡中心
恩斯特·鲁斯卡电子显微镜和光谱学中心（The Ernst Ruska-Centre for Microscopy and Spectroscopy with Electrons, 简称ER-C）是于利希研究中心的研究所之一，于利希研究中心隶属于德国亥姆霍兹联合会。恩斯特·鲁斯卡中心有三个分支： ER-C-1 “纳米系统物理学”， ER-C-2 “材料科学与工程”和ER-C-3 “结构生物学”。
ER-C由于利希研究中和亚琛工业大学协同管理，运营着一个德国和国际用户综合平台，为大学、研究机构和工业界提供先进的仪器、方法和专业知识。
ER-C的主要目标是电子显微学相关的基础研究，致力于在物理、化学和生物学领域发展电子显微学方法，将高分辨率透射电子显微学（HRTEM）和扫描透射电子显微学（STEM）应用在其中。

## 历史
2004年1月27，ER-C由亚琛工业大学时任校长Burkhard Rauhut和于利希研究中心主席Joachim Treusch签署成立合同。2006年5月18日，在ER-C成员和国际电子显微学会代表的见证下正式开放。2017年1月1日，ER-C成为于利希研究中的独立研究机构。现在，作为德国联邦教育和研究部 (BMBF)“研究基础设备蓝图”的一部分，ER-C正在进一步扩建，名称为ER-C 2.0。由此，ER-C激励使用新材料的公司，使他们能够在褐煤地区Rhenish落户，并为创新材料和技术能力区域的形成做出贡献，从而促进能源结构变革。

## 设备资源

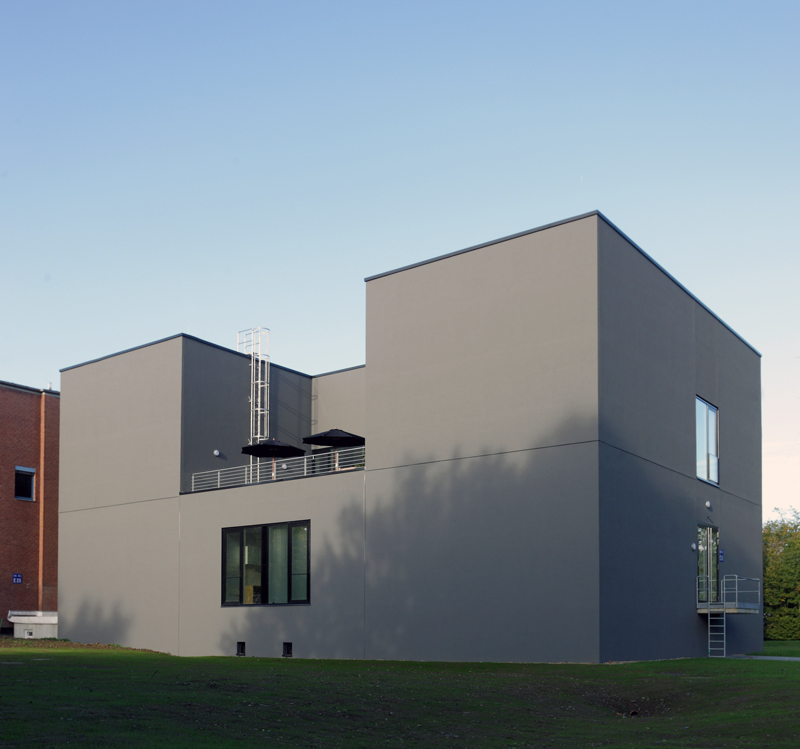
ER-C 实验楼于 2011 年 9 月 29 日落成，内有 PICO 和其他四台电子显微镜。

ER-C 在电子显微学领域发展新方法和新技术，尤其聚焦固态材料、软材料和生物系统的超高分辨率技术。ER-C拥有传统和先进电子显微镜，如标准扫透电镜，高度专业化的像差校正设备，可以获得亚埃级分辨率的结构成像和光谱学，以及用相位差技术定量分析电磁场分布，例如离轴电子全息和4D-STEM。目前，ER-C拥有7台具有像差校正功能的电镜。
2012年2月29日，欧洲第一台同时配备了球差和色差校正器的电镜在ER-C投入运行，设备型号命名为PICO，它能达到50皮米的空间分辨率和1皮米的精度，以精确定位材料中原子的位置。它还配备了单色仪、双棱镜、EELS光谱仪和直接电子计数检测器。
原位定量测量电磁场可以通过一台球差校正透射电镜实现，它具有11毫米之大的物镜极靴、两个双棱镜和直接电子技术检测器。方法和技术的发展也在这台电镜上实现，例如超高真空内的样品转移、激光辐照、原位磁化和低温实验。
随着最新一代设备的安装和运行，冷冻电子显微镜现在也是ER-C的一个重要组成部分，包括赛默飞的Titan Krios G4 300 kV （从2021年夏季开始运行）和配备了Gatan Bioquantum K3相机。
外部用户可通过ER-C用户办公室访问这些设备。

## 研究项目

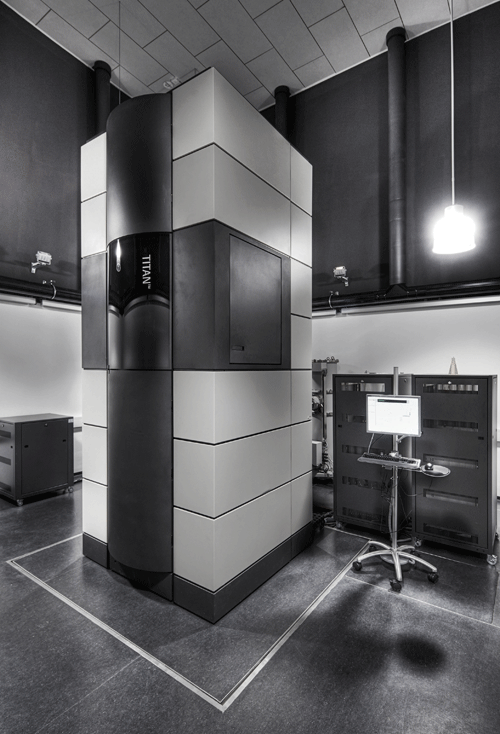
FEI Titan 50-300 PICO配备双球差校正器、色差校正器、单色器、两个电子双棱镜，在镜筒下方能量过滤器之下安装了直接电子检测器。它在 TEM 和 STEM 模式下的空间分辨率低于 50 pm。

ER-C的三个分支机构的研究领域为：
1.  ERC-1 （页面存档备份，存于）（凝聚态物理和化学）：电子陶瓷和纳米电子氧化物、绿色计算材料、电磁场成像、电子光学和方法发展、金属合金和晶体生长、催化、纳米制造和量子检测、扫描隧道显微镜和光谱学以及动量分辨扫描透射电子显微镜。
2. ERC-2 （页面存档备份，存于） （材料科学与工程）：气体分离膜、电池材料、非挥发性存储介质和高性能钢。
3.  ERC-3 （页面存档备份，存于） （结构生物学）：冷冻电子显微镜（cryo-EM），使用单粒子和断层扫描方法研究膜生物过程自噬和内吞作用。

## 官方网站
- 恩斯特·鲁斯卡电子显微镜和光谱学中心 (ER-C) （页面存档备份，存于）